# Pedro Caro
Pedro Caro y Sureda, III marchese di La Romana (Palma di Maiorca, 2 ottobre 1761 – 23 gennaio 1811), è stato un generale spagnolo, che operò durante la guerra d'indipendenza spagnola nominato Capitán general nel 1810.

## Biografia
Nato a Palma di Maiorca in una famiglia nobile delle isole Baleari, Romana fu educato in Francia e, alla morte del padre, ricevette un incarico nella Armada Española per scelta diretta di re Carlo III. Studiò presso l'università di Salamanca, e si iscrisse al Seminario de Nobles di Madrid.
Come molti ufficiali spagnoli dell'era napoleonica, Romana partecipò in gioventù alla guerra d'indipendenza americana. Nel 1783 prese parte alla riconquista di Minorca, allora in mano ai britannici. Nei mesi finali della guerra gli fu assegnato l'assedio di Gibilterra.
Romana si ritirò dal servizio militare dopo la guerra, ed iniziò a viaggiare in giro per l'Europa. Varie prove dimostrano che si impegnò in missioni diplomatiche e di spionaggio, per le quali la sua conoscenza di lingue straniere era molto utile.
Nel 1793 Romana si arruolò nell'esercito come colonnello di cavalleria e combatté i francesi durante la guerra della Prima coalizione. All'inizio era comandato dallo zio, il generale Ventura Caro, ed in questo periodo fu promosso per essersi distinto nel comando. Nonostante la guerra fosse stata persa dalla Spagna, caduta sotto l'occupazione francese, fu promosso teniente-general. Fu poi promosso capitano generale di Catalogna nel 1802, e Capo del Genio militare nel 1805.
Re Carlo IV, sottomesso da Napoleone Bonaparte, accettò nel 1807 di fornire una Divisione di fanteria veterana per sostenere l'esercito francese in Germania. Romana fu nominato comandante di questa "Divisione del nord", e passò il 1807-1808 a svolgere i doveri di guarnigione ad Amburgo ed in Danimarca sotto il maresciallo Bernadotte.

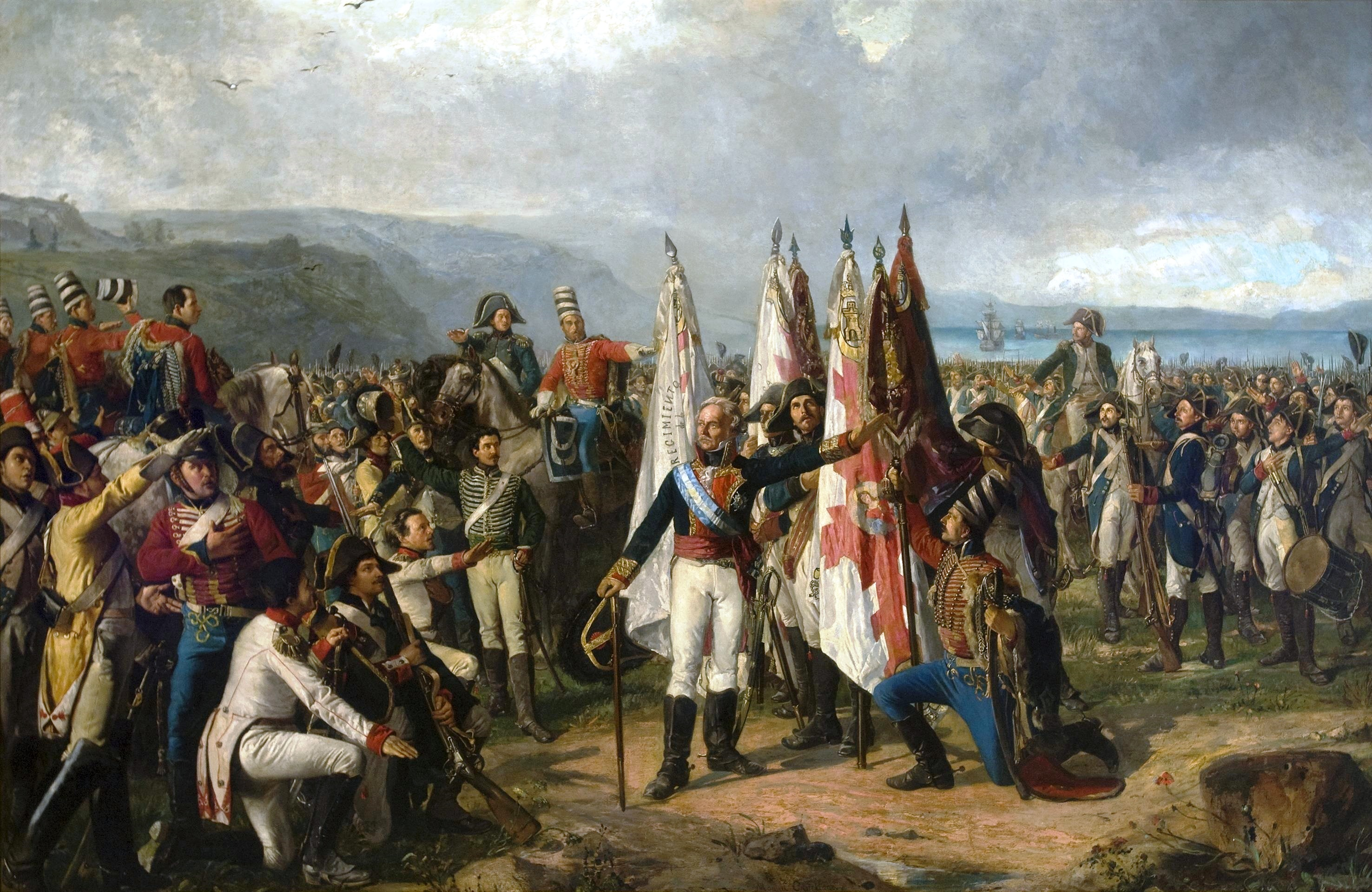
La divisione spagnola del nord inviata a combattere i britannici in Danimarca si impegna a rinnegare i francesi e ad unirsi ai britannici

Quando scoppiò la guerra d'indipendenza spagnola, La Romana si accordò con i britannici per far rimpatriare i propri uomini. Almeno 9000 uomini dei 15000 che componevano la sua divisione furono in grado di imbarcarsi su navi britanniche già il 27 agosto, fuggendo verso la Spagna. La loro defezione ridusse l'"esercito anseatico" di Bernadotte ad una serie di guarnigioni costiere, indebolendo l'ala sinistra di Napoleone durante la guerra della Quinta coalizione, che avrebbe dovuto garantirgli nel 1809 il controllo dell'Europa centrale.
Romana giunse a Santander sul fronte della Cantabria, e l'11 novembre ricevette il comando dell'esercito della Galizia. Il destino fu crudele con lui, ed il suo esercito, guidato dal generale Blake, fu distrutto in battaglia quello stesso giorno. Il 26 novembre La Romana assunse definitivamente il comando di quello che restava del suo esercito, 6000 uomini.
Con loro combatté nella retroguardia del generale Moore, durante la ritirata verso ovest fino a La Coruña. Usando i propri mezzi limitati, Romana condusse nel 1809 attacchi su piccola scala contro i francesi. Gli assalti riuscirono, ed i suoi uomini riuscirono a distrarre i francesi sconfiggendo le guarnigioni isolate, come quella di Villafranca. Dopo la disfatta francese di Puente San Payo del 6 giugno, il maresciallo Soult abbandono il tentativo di riconquistare la Galizia. Quando Soult attaccò i britannici sulla frontiera portoghese, Romana cacciò i francesi dalle Asturie.
Romana fu nominato nella Giunta centrale il 29 agosto, e vi rimase fino al 1810. Fece quindi ritorno alle operazioni militari sotto la guida di Wellington, ma morì improvvisamente il 23 gennaio 1811, mentre organizzava la conquista di Badajoz. Con Francisco Javier Castaños, Romana fu il generale spagnolo più fidato e rispettato da Wellington. Alla notizia della sua morte, Wellington scrisse: "la sua perdita è la più grande che si possa sopportare".
A lui si deve la costruzione del castello di Bendinat.